# Hans-Valentin Hube
Hans-Valentin Hube, nemški general, * 29. oktober 1890, Naumburg, Saale, † 21. april 1944, Thundorf.
Hube je bil v času druge svetovne vojne zelo popularen poveljnik med svojimi vojaki, ki so ga poimenovali der Mensch (Človek). Bil je eden izmed peščice častnikov, ki so jih po Hitlerjevem ukazu umaknili iz Stalingrada. Za svoja dejanja je bil odlikovan z najvišjimi odlikovanji in sodi med 27 prejemnikov, ki so dobili izjemno cenjeni vitežki križ s hrastovim listjem, meči in diamanti. Umrl je v nesreči na poti po omenjeno odličje en dan po informaciji, da mu ga bodo podelili. 

## Napredovanja
- Fähnrich (18. oktober 1909)
- poročnik (11. avgust 1910)
- nadporočnik (25. februar 1915)
- stotnik (27. januar 1918)
- major (1. februar 1921)
- podpolkovnik (1. junij 1934)
- polkovnik (1. avgust 1936)
- generalmajor (1. junij 1940)
- generalporočnik (8. april 1942)
- general tankovskih enot (1. oktober 1942)
- generalpolkovnik (1. april 1944)

## Odlikovanja
- viteški križ železnega križa (405.; 1. avgust 1941)
- viteški križ železnega križa s hrastovimi listi (62.; 16. januar 1942)
- viteški križ železnega križa s hrastovimi listi in meči (22.; 21. december 1942)
- viteški križ železnega križa s hrastovimi listi, meči in briljanti (13.; 20. april 1944)
- 1914 železni križec I. razreda (1916)
- 1914 železni križec II. razreda (1915)
- RK des Kgl. Preuss. Hausordens von Hohenzollern mit Schwertern (1917)
- Anhaltisches Friedrich-Kreuz
- Verwundetenabzeichen, 1918 in Silber
- Ehrenkreuz für Frontkämpfer
- Wehrmacht-Dienstauszeichnung IV. bis I Klasse
- Spange zum EK I (3. junij 1940)
- Spange zum EK II (24. maj 1940)
- Panzerkampfabzeichen in Silber
- Medaille Winterschlacht im Osten 1941/1942
- Trikrat omenjen v vojnem glasilu Wehrmachtbericht (17. avgust 1943, 31. januar 1944, 9. april 1944)